# بیانان
بیانان (به لاتین: Bayanan) یک منطقهٔ مسکونی در افغانستان است که در ولایت بلخ واقع شده‌است.